# 항성구조
항성의 구조에 대해 설명한다.
별들은 거대한 기체 구(gas sphere)로서 질량이 지구의 수십만 내지는 수백만 배에 이른다. 태양과 같은 별들은 수십억 년 동안 계속해서 빛을 낼 수 있다. 지구의 역사에 관한 연구에서부터 과거 40억 년 동안 태양의 광도가 일정하게 유지되었음을 알고 있다. 그러므로 별들은 이와 같이 장구한 기간에 걸쳐서 평형상태를 유지해 왔음이 틀림없다.
항성의 내부 구조를 상세히 결정하려면, 알려진 모든 물리학법칙을 따르며 관측가능한 항성표면의 성질들과 궁극적으로 일치하는 컴퓨터 모형을 만들어야 한다. 비록 항성구조의 이론적인 기반의 많은 부분이 20세기 전반부에 알려졌지만, 1960년대 와서야 충분히 빠른 컴퓨터를 써서 필요한 계산을 수행할 수 있게 되었다. 아마도 이론천체물리학의 가장 큰 성공 가운데 하나가 항성의 구조와 진화에 대한 상세한 컴퓨터 모형의 수림일 것이다. 그러나, 이러한 계산을 성공적으로 수행했다고 하더라도 여전히 많은 의문이 남아있다. 이러한 문제들의 해답은 항성내부에서 일어나는 물리적 과정들을 더욱 상세히 이해해야하며, 더욱 거대한 규모의 수치계산이 필요하다.
항성내부평형조건

### 에너지의 전달
대류와 복사로 인한 전달이 중요한데 백색왜성의 경우에는 열전도가 더 중요하다. 대류는 단열적인 과정을 통해서 나타난다. M < 0.5 인별들에서는 대류가 중요하게 된다. 그리고 태양질량의 별들은 수소 헬륨의 핵융합으로 발생하는 양성자-양성자과정에서 온도의 가파른 기울기를 만들 수 없다. 따라서 복사의 과정이 지배하고 바깥쪽은 대류가 점유한다. 따라서 태양질량의 별들은 복사중심핵과 대류를 하는 바깥층으로 구성이 된다. 그리고 태양질량의 1.5배 이상인 큰 질량의 항성들은 CNO과정의 수소-헬륨핵융합반응을 한다. 온도기울기는 내부에서 충분히 가파르기 때문에 대류가 가능하다. 그리고 바깥층은 온도가 충분히 높아서 수소가 이온화되어있다. 그렇기 때문에 자외선을 복사하는 형태가 생긴다.

#### 항성구조의 방정식
항성내부의 평형조건을 네 개의 미분 방정식으로 서술할 수 있다. 즉 별 내부에서 질량의 분포, 기체압, 에너지의 생성, 에너지의 전달 등을 서술하는 방정식들이다.

### 정유체 평형
별의 자체중력은 내부의 물질을 중심으로 끌어당긴다. 한편 기체분자들의 열운동에 의해 생긴 압력은 중력을 지탱한다. 첫째 평형조건은 바로 중력과 압력의 평형관계를 의미한다.
별의 중심에서 r만큼 떨어진 곳에 있는 원기둥 체적소를 생각해보자. 단면적이 dA이고 높이가 dr이라면 원기둥 체적소 dV는 dV=dAdr이다. 반지름 r에서 밀도 ρ를 ρ(r)이라고 하면 그안에 있는 질량은 dm=ρdAdr이다. 반지름 r 안에 있는 질량이 Mr이라면 체적소에 중력이 작용한다. 이식을 기술하면 마이너스 부호가 나오는데 중력이 중심을 향하여 작용함을 나타내기 위함이다. 원기둥 밑면에서의 압력을 P, 윗면에서의 압력을 P+dP라고 하면 이 원기둥에 작용하는 압력차이에 의한 힘이 발생한다. 중심에서 밖으로 나갈수록 압력의 세기는 감소하므로 dP는 음이며 힘 dF는 양이 된다. 원기둥이 평형상태에 있으려면 이 원기둥에 작용하는 힘들의 합이 0이 되어야 한다. 즉바로 정유체 평형 (hydrostatic equilibrium) 방정식을 유도할 수 있다.

### 질량분포
둘째방정식은 주어진 반지름 내에 들어있는 질량을 알려준다. 중심으로부터 r만큼 떨어진 곳에 두께가 dr인 얇은 구각(spherical shell)을 생각하자. 이 구각의 질량이므로 바로 질량 연속(mass continuity) 방정식이다.

### 에너지 생성
셋째 평형조건은 에너지의 보존조건이다. 별 내부에서 생성된 에너지는 점차 밖으로 전달되어 표면에서 모두 방출된다는 조건이다. 앞에서와 같이 중심에서 r만큼 떨어진 곳에 두께 dr,질량 dM인 구각을 생각하자. 단위시간에 r에 있는 구면 전체를 통하여 밖으로 나가는 에너지의 총량인 에너지 플럭스를 Lr이라고 하자. 단위질량에서 단위시간에 생성되는 에너지의 양을 에너지 생성률이라고 하고 ε으로 표시할 수 있다. 따라서 에너지 보존 방정식(energy conservation equation)으로 구체화 된다. 에너지 생성률은 중심에서 거리의 함수이다. 별표면에서 복사의 형태로 방출되는 에너지의 거의 전부가 고온, 고밀도의 중심핵에서 만들어진다. 별의 외곽부에서의 에너지 생성률은 무시할 정도로 작다. 그러므로 외곽으로 갈수록 Lr은 일정하게 된다.

### 온도경사
네 번째 평형조건은 온도가 중심거리 r에 따라 어떻게 변하는가, 즉 온도의 경사 dT/dr을 알려준다. 이 평형조건의 구체적 함수 형태는 에너지의 전달방법이 전도(conduction), 대류(convection), 복사(radiation) 중의 어느 것이냐에 따라서 다르다. 정상적인 별들의 내부에서는 전도에 의한 에너지의 전달은 거의 무시할 수 있다. 왜냐하면 에너지를 운반해야 할 전자들이 얼마 움직이지 않아서 다른 입자들과 곧 충돌하기 때문이다. 전도는 백색왜성이나 중성자별같이 밀도가 매우 높은 별에서 효과적이다. 이런 별들에서는 관자의 평균자유경로(mean free path)가 매우 짧지만 어떤 전자의 자유경로는 상대적으로 길수도 있다. 그러므로 정상적인 별들에서는 전도에 의한 에너지의 전달은 거의 무시해도 좋다. 복사에 의해 에너지가 전달되는 경우에는 뜨거운 내부에서 방출된 광자가 밖에 있는 덜 뜨거운 부분에 흡수되어 그곳의 물질을 데워준다. 별의 내부에서 생성된 에너지가 모두 복사의 형태로 외부로 전달될 때 그러한 별을 복사평형(radiative equilibrium)에 있는 별이라고 한다.
복사온도기울기는 에너지플럭스와 L과 연결되어있다. 온도는 내부에서 외부로 나갈수록 감소하므로 dT/dr의 부호는 음이다. 에너지가 복사에 의해 전달된다면 온도의 기울기가 있을 것이다. 그렇지 않으면 복사장의 세기가 모든 방향으로 동일할 것이고 그렇다면 순 플럭스는 마땅히 0이 될 것이다. 복사에 의해서 에너지의 전달이 원활하게 이루어지지 않으면 온도 기울기는 점점 급해질 것이다. 그렇게 되면 물질은 거시적 운동을 하게 될 것이다. 운동에 의해서 내부의 에너지를 외부로 직접 실어 나르는 것이 복사에 의한 전달보다 빠를 수 있기 때문이다. 즉 대류운동으로 뜨거운 기체는 표면 가까이에 차가운 부분으로 올라와서 자신이 갖고 있던 에너지의 초과량을 주위에 내놓고 다시 가라앉는다. 기체는 오르락내리락 하는 중에 잘 섞이게 되므로 대류가 진행되는 부분의 화학조성은 균질하게 된다. 반면 복사와 전도는 물질을 섞지 않는다. 왜냐하면 이 방법들은 에너지만 이동시키지 기체를 이동시키지 않기 때문이다. 대류의 경우 온도기울기를 구하기 위해 상승하는 공기덩어리를 고려하자. 상승하는 공기덩어리는 단열 상태방정식을 만족한다고 가정하자. 이 방정식은 T,p,γ의 관계로 주어지는데 여기서 P는 기체의 압력이고 정압비열(specific heat)의 정적비열에 대한 비인 단열지수(adiabatic exponent) γ=Cp/Cv이다. 정압비열의 정적비열에 대한 비는 기체의 이온화 정도에 의존하며 온도, 밀도, 화학조성을 알면 계산 할 수 있다. 방정식을 미분하면 대류 온도 기울기에 대한 식을 얻을 수 있다.

## 경계조건
앞에서 유도한 4개의 미분방정식을 제대로 풀려면 물리적인 제한조건을 구체적으로 규정하는 경계조건이 필요하다. 분질적으로 경계조건은 적분의 한계를 정하는 역할을 한다.
- 반지름 r인 0인 별의 중심에서는 에너지원과 질량이 없으므로 r=0에서 M=L=0이다
- 별의 반지름 r 내부에 있는 질량이 이 별의 전체질량이므로 고정되어 있고 Mr=M이다.
- 별의 표면에서 온도T와 압력P의 값은 유한해야 한다. 그러나 내부에서의 값들과 비교하면 무시할 정도로 작은 값을 가지므로 대개의 경우 T=P=0이다.

## 같이 보기
- 높이척도
- 표준 태양 모형